# Georg Hees

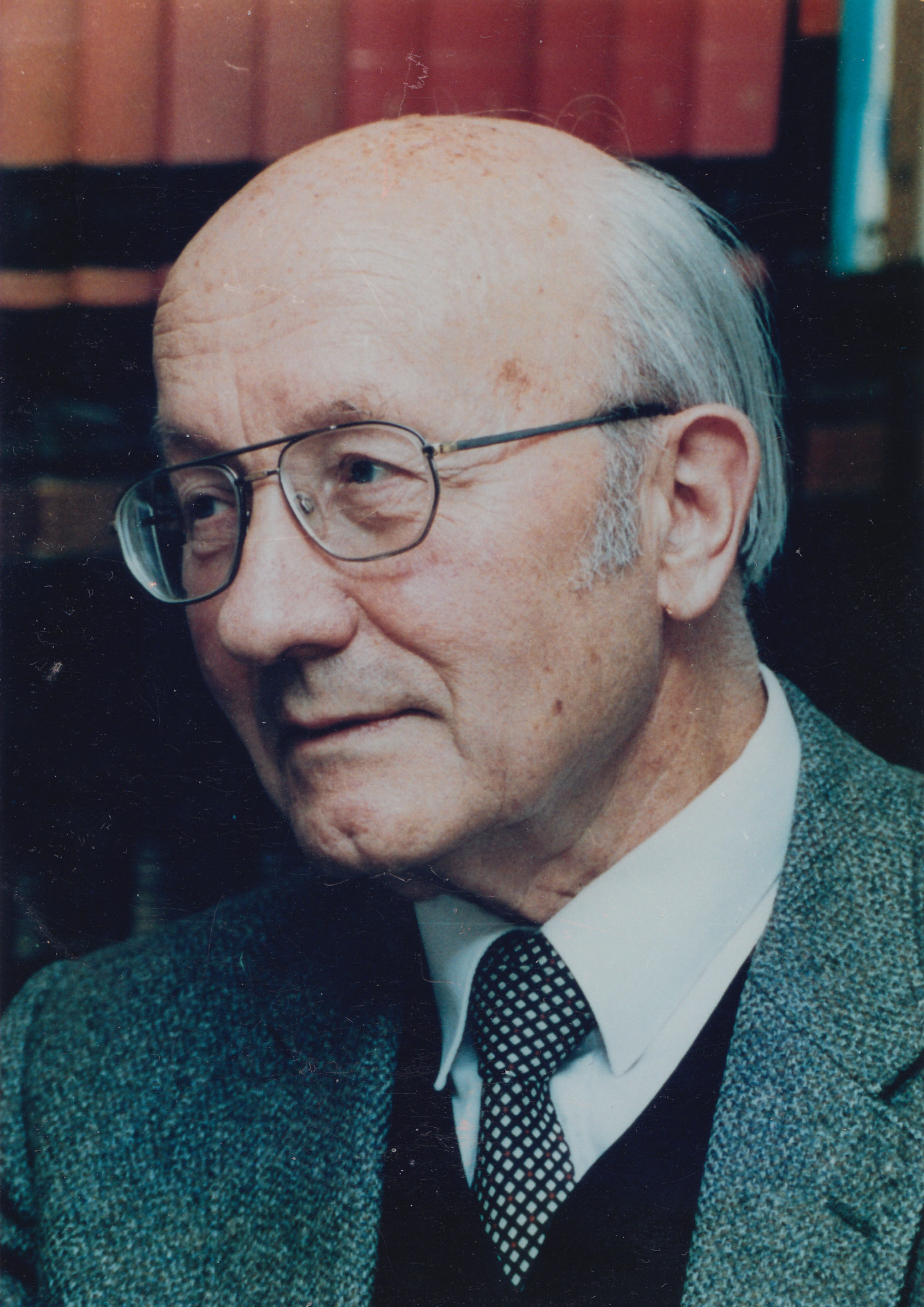
Georg Hees (Anfang der 1980er Jahre)

Georg Hees (* 12. Oktober 1920 in Kiel; † 23. Oktober 2000 in Hamburg) war ein deutscher Übersetzer.

## Leben

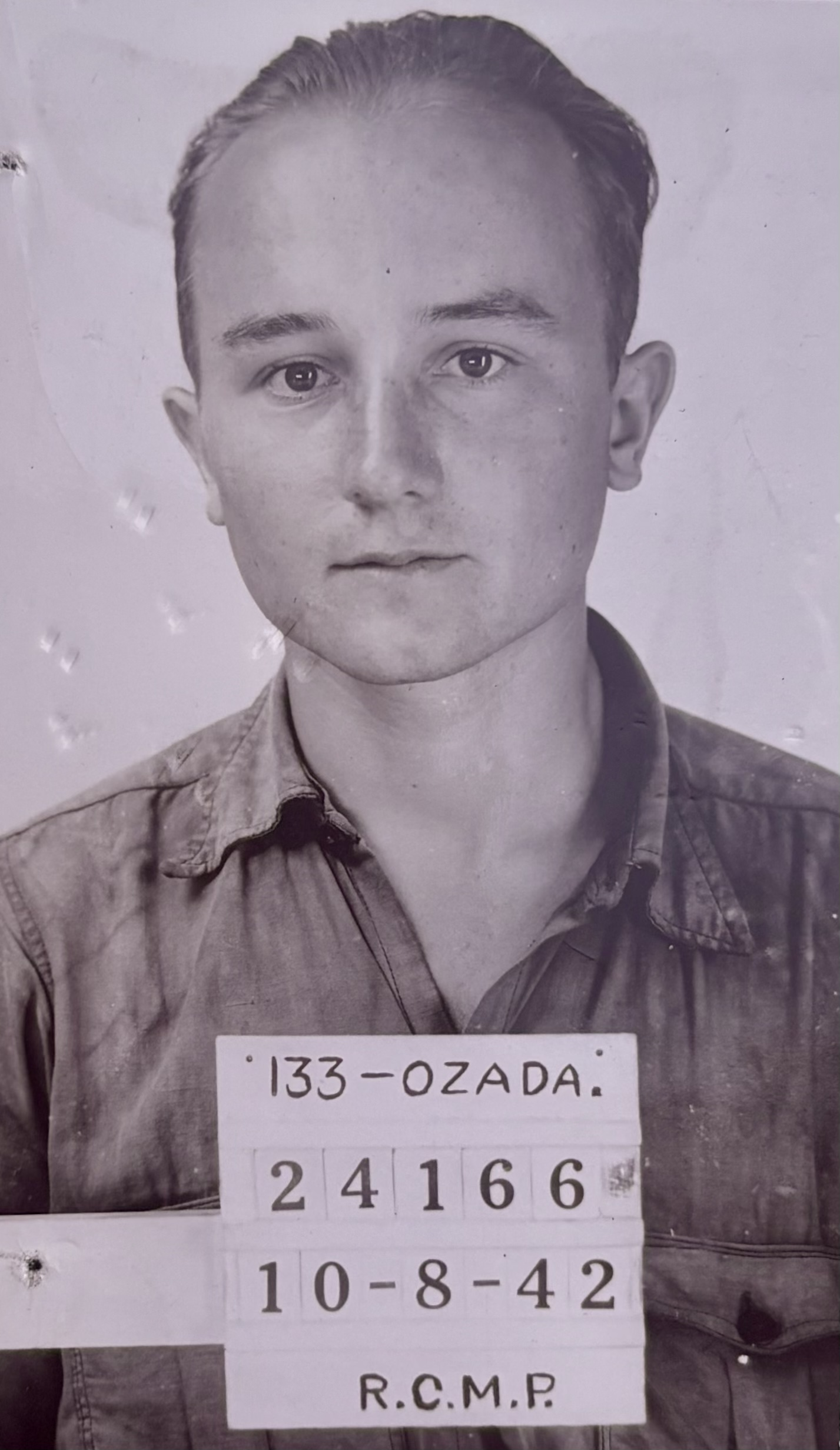
Georg Hees als Kriegsgefangener im Camp 133 Ozada in Kanada (1942)

Georg Hees absolvierte das Realgymnasium in Rostock, wo er Italienisch als freiwilliges Zusatzfach belegte. Nach dem Abitur 1939 wurde er zum Heeresdienst eingezogen. Weil er fließend Italienisch sprach, wurde er während des Zweiten Weltkriegs nach Nordafrika geschickt, weil Libyen eine italienische Kolonie war und dort italienischsprachige Übersetzer gebraucht wurden. 1941 geriet er dort in englische Kriegsgefangenschaft und wurde in mehreren kanadischen Internierungslagern festgehalten, zuerst 1942 in Ozada, und danach in Lethbridge und Medicine Hat. Dort nutzte er das Fortbildungsangebot, indem er zusammen mit anderen Gefangenen eine „universitäre“ Bildungseinrichtung aufbaute. An dieser lehrte er Italienisch und sprach viel über Dante Alighieri. 1944 wurde er nach Birmingham überführt, wo ihm erlaubt war, bei einem Ehepaar zu logieren. 1946 wurde er nach Deutschland abgeschoben und kam in ein Kriegsgefangenenlager in Hamburg. Von 1947 bis 1952 studierte er Romanische Philologie und Philosophie in Hamburg und promovierte bei Elena Dabcovich mit einer Dissertation über Brunetto Latinis Tesoretto, die nach seinem Studium in Perugia entstand. In seinem Berufsleben war er als Übersetzer und Simultan-Dolmetscher vornehmlich englischer, französischer und italienischer juristischer Texte in der Wirtschaft tätig, u. a. bei der Hermes Kreditversicherungs AG und beim Erdölkonzern BP. Ab 1982 widmete er sich seinem Lebenswunsch, der Übersetzung und Kommentierung von Dantes Commedia. In den letzten Jahren hielt er Vorträge über Dante und hielt Seminare über das Christentum ab. Die Unterlagen sind im Archiv der Anthroposophische Gesellschaft Hamburg erhalten.

## Familie

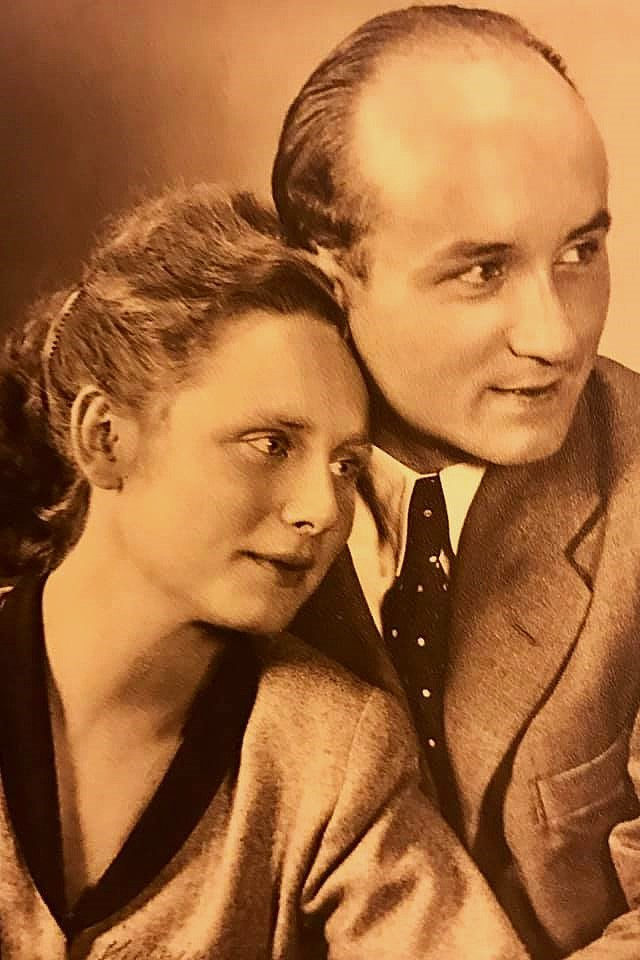
Ingrid und Georg Hees (1949)

Mit Ingrid Hees, geb. Borgwardt (* 12. September 1924; † 15. April 2017), die er 1948 heiratete, hatte Georg Hees zwei Söhne, die 1951 und 1955 geboren wurden.

## Übersetzer der Göttlichen Komödie von Dante Alighieri
1995 veröffentlichte Georg Hees seine Prosaübersetzung der Göttlichen Komödie in einer ausführlich kommentierten, dreibändigen, über 2200 Seiten umfassenden zweisprachigen Ausgabe. Er stützte sich dabei auf die kritische Ausgabe von Giovanni Andrea Scartazzini und Giuseppe Vandelli sowie auf die Kommentare von Umberto Bosco und Giovanni Reggio, Hermann Gmelin und Robert L. John (Wien 1946), der in seiner Arbeit nachzuweisen versuchte, dass Dante einer Templerkongregation angehört habe. Hees erinnert in seinem Vorwort und in einer Reihe von Anmerkungen nachdrücklich daran, dass Rudolf Steiner in seinen Schriften immer wieder auf Dante eingegangen ist. „Die skrupulöse Wörtlichkeit ist das hervorspringende Merkmal seiner Arbeit. So kennzeichnet er jeden Zusatz, der im Original keine Entsprechung hat, für das Verständnis aber notwendig oder zumindest förderlich ist, durch eckige Klammern. Bleibt die eine oder andere Passage dennoch dunkel, so erklärt er sie meistens in einer Anmerkung. Er bemüht sich auch, die Syntax des Italienischen, etwa bei der Wiedergabe von Gerundialkonstruktionen, möglichst beizubehalten, so dass seine Übersetzung gelegentlich der von Goethe propagierten Interlinearversion nahekommt. Am auffälligsten ist das Prinzip der Wörtlichkeit im lexikalischen und phraseologischen Bereich.“
Beispiel (Inferno I 1-9):
In der Mitte des Weges unseres Lebens

fand ich mich in einem dunklen Walde wieder,

da [mir] der rechte Weg verloren gegangen war.

Ach, darüber zu sprechen, wie er war, ist schwer —

dieser wilde, unwegsame und unzugängliche Wald,

der [noch] in Gedanken die Angst erneuert!

So bitter ist er, daß der Tod [nur] wenig mehr ist; aber

um von dem Guten zu handeln, das ich dort fand, werde ich

[auch] von den anderen Dingen erzählen, die ich dort gesehen habe.

## Werke
- Der Einfluß von Brunetto Latinis 'Tesoretto' auf Dantes Divina Comedia, Universität Hamburg, Dissertation phil. vom 10. März 1953[11]
- Dante Alighieri, Divina Commedia. Inferno. Verlag der Kooperative Dürnau, Dürnau 1995 (zweisprachige Ausgabe mit Kommentar). ISBN 3-88861-041-9[12]
- Dante Alighieri, Divina Commedia. Purgatorio. Verlag der Kooperative Dürnau, Dürnau 1995 (zweisprachige Ausgabe mit Kommentar). ISBN 3-88861-042-7[13]
- Dante Alighieri, Divina Commedia. Paradiso. Verlag der Kooperative Dürnau, Dürnau 1995 (zweisprachige Ausgabe mit Kommentar). ISBN 3-88861-043-5[14]